# Koreańczycy
Koreańczycy (kor. 조선 민족, MCR Chosŏn minjok, 한국인, RR Hangukin, 고려 사람, MCR Koryŏ saram) – naród pochodzący ze Wschodniej Azji, autochtoniczny na Półwyspie Koreańskim (w Korei Południowej i Północnej), posługujący się głównie językiem koreańskim.
Koreańczycy zamieszkują głównie dwa koreańskie państwa narodowe, położone na Półwyspie Koreańskim: Koreę Północną i Koreę Południową.

## Diaspora koreańska
Szacuje się, że w 2021 r. poza Koreą mieszkało około 7,3 miliona etnicznych Koreańczyków. 

Koreańczycy są oficjalnie uznaną mniejszością etniczną w innych krajach azjatyckich; takich jak Chińska Republika Ludowa (gdzie, są jedną z 56 grup etnicznych oficjalnie uznawanych przez państwo), Japonia, Kazachstan czy Uzbekistan. 
Około pół miliona etnicznych Koreańczyków mieszka na Obszarze postradzieckim, są to potomkowie ludności koreańskiej deportowanej z rosyjskiego Dalekiego Wschodu w 1937 roku do Azji Środkowej oraz potomkowie Koreańczyków zawiezionych przymusowo z Południowej części Półwyspu Koreańskiego na Wyspę Sachalin, która po zakończeniu wojny została przyłączona do ZSRR.
Koreańczycy tworzą również spore społeczności w Europie, szczególnie w Niemczech, Wielkiej Brytanii i Francji.
W XX wieku społeczności koreańskie powstały również w obu Amerykach (zwłaszcza w Stanach Zjednoczonych i Kanadzie) oraz Oceanii.
Polskę zamieszkuje około 4 tysięcy Koreańczyków.

## Populacja
Według danych Ministerstwa Spraw Zagranicznych Republiki Korei, populacja Koreańczyków w poszczególnych krajach na świecie przedstawia się następująco:
Na Półwyspie Koreańskim:
- Korea Południowa: 50 mln
- Korea Północna: 25 mln

Największe skupiska Koreańczyków poza państwami koreańskimi:
- USA: 2 mln. 600 tys.
- Chiny: 2 mln. 350 tys.
- Japonia: 818 tys.
- Kanada: 237 tys.
- Uzbekistan: 175 tys.
- Rosja: 168 tys.
- Australia: 158 tys.

- Wietnam: 156 tys.

- Kazachstan: 109 tys.

- Niemcy: 47 tys.
- pozostałe państwa świata łącznie: 469 tys.

## Pochodzenie
Pochodzenie Koreańczyków nie jest do dziś znane. Obecnie zalicza się ich do narodów izolowanych. Niektórzy uważają ich za ludność ałtajską, jednak ta hipoteza jest ostatnio często podważana.

## Kultura
Koreańczycy, zarówno w Korei Północnej, jak i Południowej, dzielą dużo wspólnych aspektów kulturowych, ale ze względu na polityczne różnice pomiędzy krajami istnieje wiele różnic pomiędzy kulturami północnokoreańską a południowokoreańską.